# Perdita bequaerti
Perdita bequaerti är en biart som beskrevs av Henry Lorenz Viereck 1917. Perdita bequaerti ingår i släktet Perdita och familjen grävbin. Inga underarter finns listade i Catalogue of Life.

## Bildgalleri

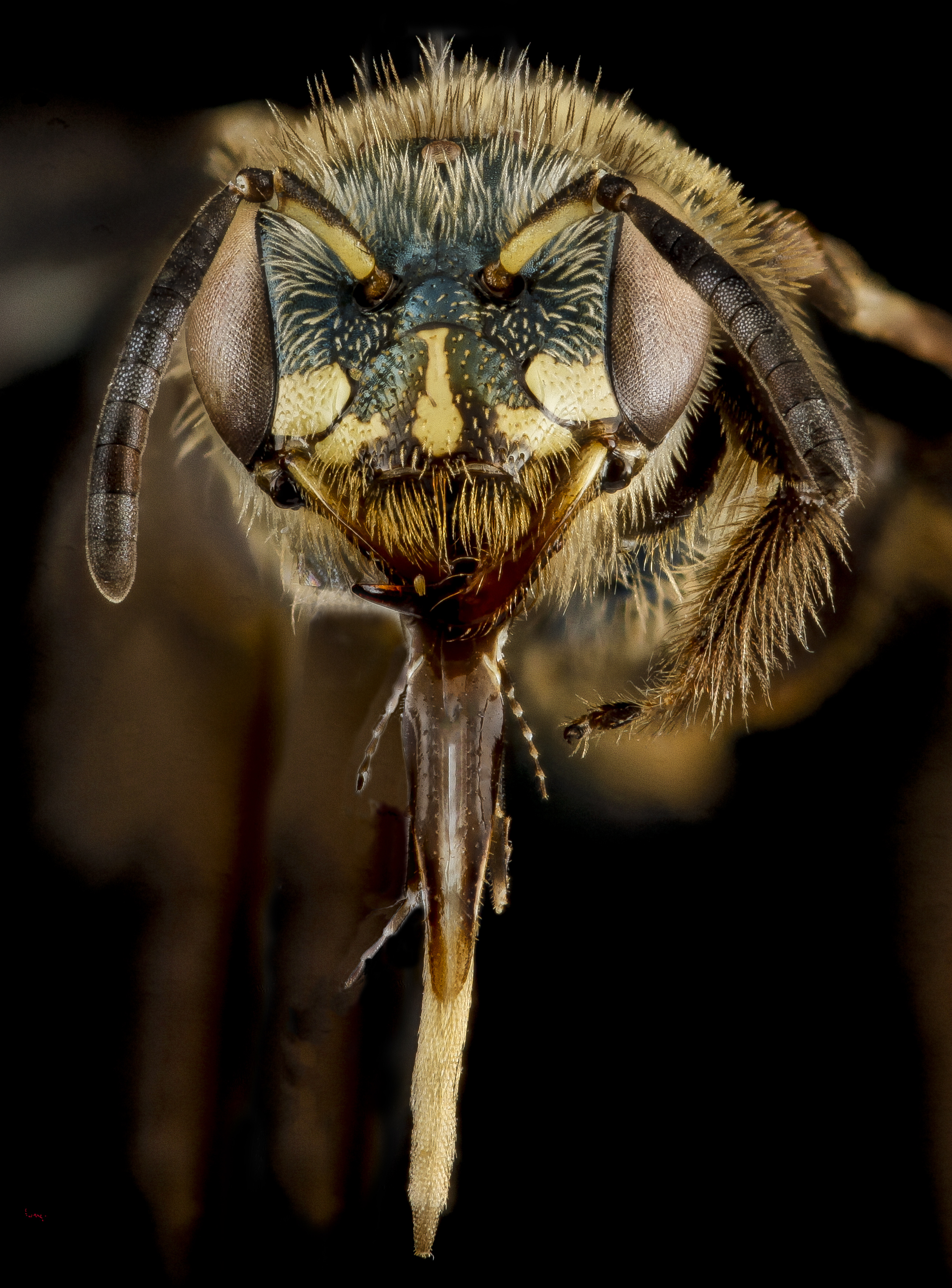
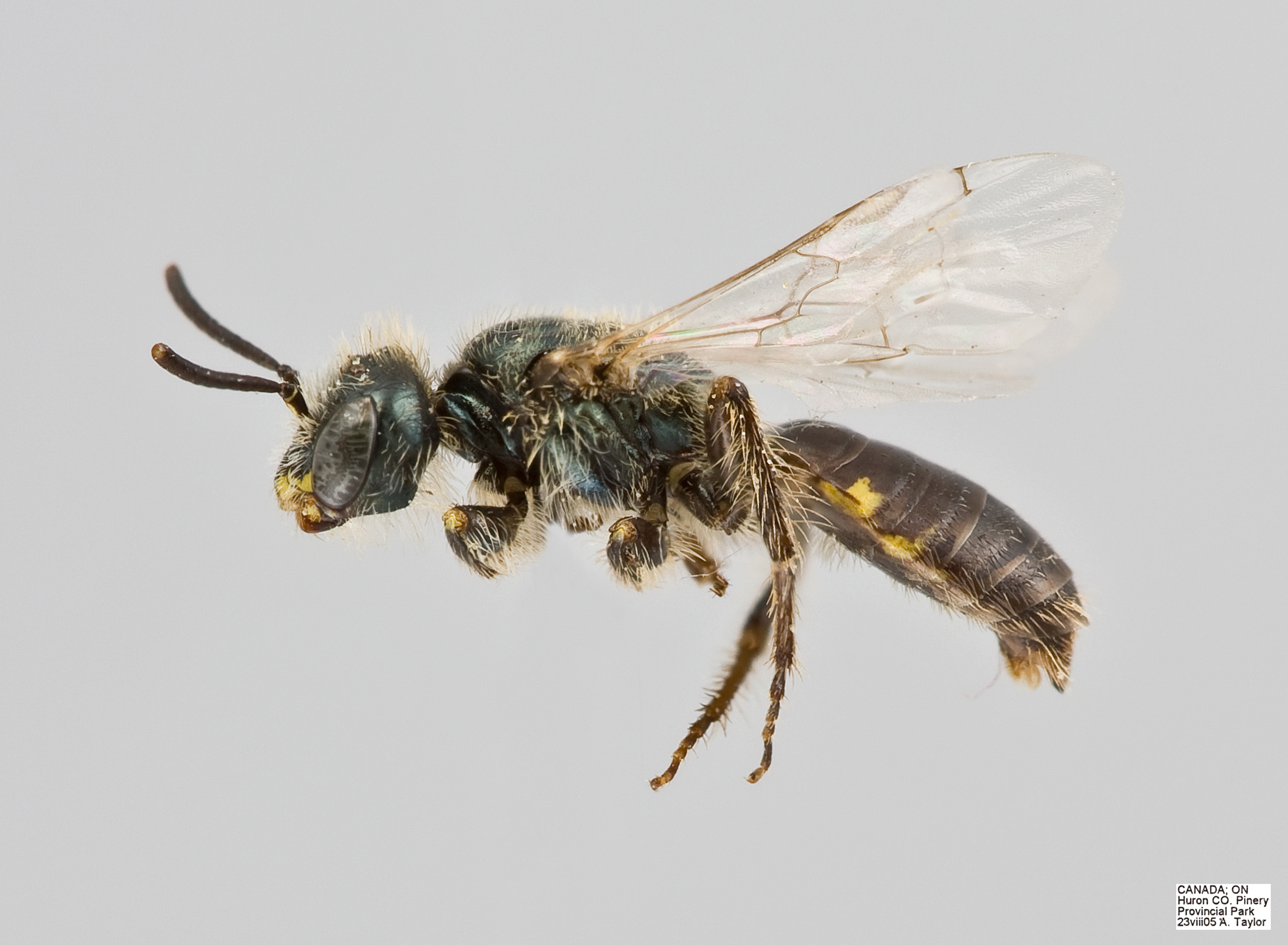